# Hymenopenaeus
Hymenopenaeus is een geslacht van kreeftachtigen uit de klasse van de Malacostraca (hogere kreeftachtigen).

## Soorten
- Hymenopenaeus aphoticus Burkenroad, 1936
- Hymenopenaeus chacei Crosnier & Forest, 1969
- Hymenopenaeus debilis Smith, 1882
- Hymenopenaeus doris (Faxon, 1893)
- Hymenopenaeus equalis (Spence Bate, 1888)
- Hymenopenaeus fallax Crosnier & Dall, 2004
- Hymenopenaeus fattahi Ramadan, 1938
- Hymenopenaeus furici Crosnier, 1978
- Hymenopenaeus halli Bruce, 1966
- Hymenopenaeus laevis (Spence Bate, 1881)
- Hymenopenaeus methalli Crosnier & Dall, 2004
- Hymenopenaeus neptunus (Spence Bate, 1881)
- Hymenopenaeus nereus (Faxon, 1893)
- Hymenopenaeus obliquirostris (Spence Bate, 1881)
- Hymenopenaeus propinquus (de Man, 1907)
- Hymenopenaeus sewelli Ramadan, 1938
- Hymenopenaeus triarthrus
- Hymenopenaeus tuerkayi Crosnier, 1995